# Ad Beatissimi Apostolorum
Ad Beatissimi Apostolorum è la prima enciclica di papa Benedetto XV, datata 1º novembre 1914, nella quale il nuovo Pontefice delinea il suo programma di governo della Chiesa, basato sui principi della carità e della giustizia cristiana, ed invita tutti a fare ogni sforzo perché la carità di Cristo torni a dominare fra gli uomini.
Il richiamo al Buon Pastore e al mandato di pascere il gregge del Signore viene assunto a fondamento di tutta l'azione del successore di Pietro con una rilevante novità: quel gregge non è identificato soltanto nella Chiesa, ma in tutta l'umanità, per cui il Papa è ripetutamente definito padre di tutti gli uomini e la sua missione vista in prospettiva universalistica.
Benedetto XV riconosce in tale enciclica il processo di secolarizzazione come causa del Primo conflitto mondiale scoppiato pochi mesi prima. La guerra è, in tal senso, voluta o perlomeno permessa da Dio per punire gli uomini. Vi è inoltre un'ulteriore condanna dell'eresia modernista e di altre dottrine giudicate erronee da precedenti papi.